# 飯能市乗合ワゴン
飯能市乗合ワゴン（はんのうしのりあいワゴン）は、埼玉県飯能市が運行するワゴン車タイプのコミュニティバスである。愛称は「おでかけむーま号」。2021年3月10日運行開始。西武ハイヤー飯能営業所と国際興業バス飯能営業所が運行を受託している。

## 概要
飯能市では少子高齢化が進んでおり、車を運転できない高齢者、運転免許を返納した人の移動手段の確保が問題となっていた。そこで「飯能市地域公共交通網形成計画」に基づき、暮らしを支える地域公共交通の実現を目指して、市内の公共交通が不十分な地域において交通機関の整備を検討した。2020年8月、10月、11月に精明・加治・加治東地区でそれぞれ検討会が開かれ、運行形態、運賃、時刻、経路案を協議した後、2021年3月10日に「飯能市乗合ワゴン」として実証運行を開始した。実証運行中の2021年12月1日から12月28日にかけては、「2021はんのう市ノーマイカーデー」の取り組みの一環として、「乗合ワゴンに乗ってみようキャンペーン」を実施した。同キャンペーンの参加証のモバイル画面を提示することにより、無料で乗車可能だった。
その後、一部の便の時刻と経路を変更した後、2022年1月24日に本格運行へ移行した。本格運行に際し、2021年8月に市民から募集した愛称の案の中から「おでかけむーま号」が選ばれた。

### 沿革
- 2021年
  - 3月10日：飯能市内の新たな公共交通機関として3路線で実証運行開始[3]。
  - 8月1日～8月31日：飯能市民から愛称を募集[5]。
  - 8月16日～9月3日：本格運行に対する意見を公募[6]。
  - 12月1日～12月28日：「2021はんのう市ノーマイカーデー」に対するキャンペーンを実施[4]。
- 2022年
  - 1月24日：時刻・経路を一部変更して本格運行開始。「おでかけむーま号」の愛称が付される。
  - 9月1日：原市場（中藤・中沢）地区及び南高麗地区での実証運行開始。
- 2023年
  - 9月1日：原市場（中藤・中沢）地区及び南高麗地区での本格運行開始。

## 運行内容
乗車は停留所で行うが、危険箇所や国道299号上などの交通量の多い場所以外なら停留所でなくても自由に乗降できる「フリー降車制度」を採用している。停留所は一般路線バスのものを併用しているところもあるが、一部の停留所は一般的な路線バスのものとは異なり、板のような案内板を括り付けているところや貼り付けているところがある。

### 運休日
精明地区・加治地区：火・木・土・日曜と、祝日・年末年始（12月29日〜1月3日）は運休。
原市場地区（飯能駅便・新寺便）：元日は運休。
原市場地区（原市場地区行政センター便）、南高麗地区（原市場地区行政センター便、苅生便）：火・木曜と土休日、1月1日～1月3日は運休。
南高麗地区（小学校便）：土休日と1月1日～1月3日は運休。

### 運賃

#### 精明地区・加治地区路線
- 運賃は、均一制・前払いとなっている[1]。

- 1回大人200円、小学生100円、未就学児は無料。障がい者などは半額。
- 運賃支払いは現金のみ。交通系ICカード、高額紙幣は利用不可。

#### 原市場地区・南高麗地区路線
- 飯能駅便は対キロ運賃制。南高麗地区行政センター便と南高麗地区路線は1回大人300円、小児150円（中沢～新寺間の利用は1回大人100円、小児50円）。新寺便は1回大人100円、小児50円。未就学児は無料。障がい者などは半額。飯能駅便と、南高麗地区行政センター便・新寺便の上り（中沢→南高麗地区行政センター／新寺）は後払い。南高麗地区行政センター便・新寺便の下り（南高麗地区行政センター／新寺→中沢）と、南高麗地区路線は先払いとなっている。
- 運賃支払いは現金の他、交通系ICカード、通学・通勤定期、彩京のびのびパスが利用可能。

### 路線

#### 精明西コース
東飯能駅東口 → 飯能市役所 → 双柳入口 → 向原団地 → 新田団地 → 平松団地 → 精明小学校 → 飯能靖和病院 → 飯能警察署 → 双柳入口 → 飯能市役所 → 東飯能駅東口
- 2021年3月10日運行開始。実証運行を経て、本格運行に至る。
- 11時台、16時台の2便の運転で、所要時間は22分～23分。

#### 精明東コース
東飯能駅東口 → 飯能市役所 → 双柳入口 → 向原団地 → 新田団地 → 平松団地 → 平松 → 芳ヶ谷 → 下川崎東 → 平松 → 平松団地 → 新田団地 → 向原団地 → 双柳入口 → 飯能市役所 → 東飯能駅東口
- 2021年3月10日運行開始。実証運行を経て、一部停留所と経路の変更後、本格運行に至る。
- 9時台、14時台の2便の運転で、所要時間は50分～52分。

#### 加治コース
東飯能駅東口 → 飯能市役所 → 双柳入口 → デンキチ飯能店前 → 加治地区行政センター → 加治東地区行政センター → 元加治駅 → 加治東地区行政センター → 加治地区行政センター → デンキチ飯能店前 → 双柳入口 → 飯能市役所 → 東飯能駅東口
- 2021年3月10日運行開始。実証運行を経て、デンキチ飯能店前を新たに経路に組み込んだのち本格運行に至る。
- 8時台、10時台、13時台、15時台の4便の運転で、所要時間は51分～55分。
- 実質的に元加治駅での折り返し運転といえる経路だが、時刻表上では便は分断されていない。
- 元加治駅の停留所は全コースの中で唯一埼玉県入間市内に所在する。

#### 原市場地区
- 飯04（飯能駅便）：飯能駅 - 東飯能駅 - 岩根橋 - 永田会館 - 新寺 - 天神橋 - 中藤（青石橋） - 中沢
- 原市場01（原市場地区行政センター便）：原市場地区行政センター - 原市場 - 新寺 - 天神橋 - 中藤（青石橋） - 中沢
- 原市場02（新寺便）：新寺 - 天神橋 - 中藤（青石橋） - 中沢

2023年9月1日、本格運行開始。新寺停留所で飯能駅方面に乗り換えることができる。中沢～新寺間はフリー降車可能（飯能駅便を除く）。

#### 南高麗地区
- 南高麗01（小学校便）：東飯能駅 - 飯能駅 - みどり橋 - 上畑 - 成木一丁目四ツ角 - 南高麗小学校 - 間野黒指
- 南高麗02（南高麗地区行政センター便）：東飯能駅 - 飯能駅 - みどり橋 - 上畑 - 南高麗地区行政センター - 間野黒指
- 南高麗03（苅生便）：東飯能駅 - 飯能駅 - みどり橋 - 上畑 - 成木一丁目四ツ角 - 南高麗小学校 - 南高麗地区行政センター - 苅生自治会館

2023年9月1日、本格運行開始。みどり橋以西の区間はフリー降車可能。成木一丁目四ツ角停留所は青梅市に所在し、都営バス梅74系統に乗り換えることができる。

### 車両
- 日産・キャラバン

デザインは、雲の浮かぶ青空と、緑の山々、飯能市のキャラクターである「夢馬（むーま）」が描かれたものになっている。車椅子での利用も可能だが、事前予約が必要である。
- トヨタ・ハイエース

デザインは、国際興業バスの路線バス車両と同様のカラーリングに、飯能市のキャラクター「夢馬」が描かれている（予備車として日野・リエッセがある、飯04系統は大型バス車両での運行）。